# Cinzia Casiraghi
Cinzia Casiraghi (née en 1975) est une physicienne nucléaire italienne. En 2016, elle est lauréate du Prix Philip Leverhulme. Elle a publié de nombreux articles de recherches notamment sur le graphène, les nanotechnologies ou la spectroscopie.

## Formation
Cinzia Casiraghi obtient un Bsc et un Msc en physique nucléaire de l'École polytechnique de Milan. En 2006, elle reçoit son doctorat en génie électrique à l'Université de Cambridge en 2006, avec la thèse Surface properties and Raman spectroscopy of diamond-like carbon.

## Carrière et recherches
Après son doctorat, Cinzia Casiraghi effectue des stages postdoctoraux à Cambridge et à l'Université libre de Berlin. En 2008, elle reçoit le Prix Sofia-Kovalevskaïa, une subvention qui peut atteindre 1.6 millions d'euros, accordée à de jeunes chercheurs talentueux hors Allemagne, pour ses travaux concernant la formation du graphène et des nanotubes de carbone. En 2010, elle travaille à l'Université de Manchester où elle est nommée professeur de nanosciences en 2016. La même année, elle reçoit le prix Philip Leverhulme.
Elle utilise la spectroscopie Raman pour étudier les matériaux bidimensionnels tels que le graphène et les chalcogénures. Elle s'est spécialisée sur les matériaux bidimensionnels imprimés par jet d'encre utilisés pour créer à bas coût, par exemple, les nanotubes pour capteurs, photodétecteurs ou cellules solaires,.
Cinzia Casiraghi se voit attribuer une subvention de 2 millions d'euros du Conseil européen de la recherche pour étudier la nucléation des cristaux organiques sur les modèles 2D,. Elle a également démontré que le carbone amorphe peut augmenter la densité de stockage des données.
Casiraghi contribue à des publications de vulgarisation scientifique pour la BBC Radio 4 et The Guardian.

## Distinctions
- 2008 - Prix Sofia-Kovalevskaïa[11]
- 2015 - Prix Eli and Harari £50K Graphene Enterprise
- 2016 - Prix Philip Leverhulme

## Publications
Cinzia Casiraghi est l'auteure et co-auteure de nombreux articles de recherches, dont :
- Raman spectrum of graphene and graphene layers, AC Ferrari, JC Meyer, V Scardaci, C Casiraghi &Al, Physical review letters 97 (18), 187401
- Raman spectroscopy of hydrogenated amorphous carbons, C Casiraghi, AC Ferrari, J Robertson, Physical review B 72 (8), 085401
- Rayleigh imaging of graphene and graphene layers, C Casiraghi, A Hartschuh, E Lidorikis &Al, Nano letters 7 (9), 2711-2717